# ديميتروفغراد (صربيا)
ديميتروفغراد (Димитровград) هي مدينة في بيروت في مقاطعة وسط صربيا في صربيا.
يبلغ عدد سكانها حوالي 6759 نسمة.

## المناخ
يظهر الجدول التالي التغييرات المناخية على مدار السنة لديميتروفغراد:
| البيانات المناخية لـديميتروفغراد                       | البيانات المناخية لـديميتروفغراد | البيانات المناخية لـديميتروفغراد | البيانات المناخية لـديميتروفغراد | البيانات المناخية لـديميتروفغراد | البيانات المناخية لـديميتروفغراد | البيانات المناخية لـديميتروفغراد | البيانات المناخية لـديميتروفغراد | البيانات المناخية لـديميتروفغراد | البيانات المناخية لـديميتروفغراد | البيانات المناخية لـديميتروفغراد | البيانات المناخية لـديميتروفغراد | البيانات المناخية لـديميتروفغراد | البيانات المناخية لـديميتروفغراد |
| الشهر                                                  | يناير                            | فبراير                           | مارس                             | أبريل                            | مايو                             | يونيو                            | يوليو                            | أغسطس                            | سبتمبر                           | أكتوبر                           | نوفمبر                           | ديسمبر                           | المعدل السنوي                    |
| ------------------------------------------------------ | -------------------------------- | -------------------------------- | -------------------------------- | -------------------------------- | -------------------------------- | -------------------------------- | -------------------------------- | -------------------------------- | -------------------------------- | -------------------------------- | -------------------------------- | -------------------------------- | -------------------------------- |
| الدرجة القصوى °م (°ف)                                  | 21.0 (69.8)                      | 23.0 (73.4)                      | 26.8 (80.2)                      | 31.4 (88.5)                      | 33.4 (92.1)                      | 38.2 (100.8)                     | 41.4 (106.5)                     | 37.4 (99.3)                      | 36.0 (96.8)                      | 33.4 (92.1)                      | 26.8 (80.2)                      | 20.8 (69.4)                      | 41.4 (106.5)                     |
| متوسط درجة الحرارة الكبرى °م (°ف)                      | 4.0 (39.2)                       | 6.1 (43.0)                       | 11.4 (52.5)                      | 16.9 (62.4)                      | 22.0 (71.6)                      | 25.3 (77.5)                      | 27.8 (82.0)                      | 28.1 (82.6)                      | 23.4 (74.1)                      | 17.8 (64.0)                      | 10.5 (50.9)                      | 5.1 (41.2)                       | 16.5 (61.7)                      |
| المتوسط اليومي °م (°ف)                                 | −0.7 (30.7)                      | 0.6 (33.1)                       | 5.0 (41.0)                       | 10.1 (50.2)                      | 14.9 (58.8)                      | 18.2 (64.8)                      | 20.1 (68.2)                      | 19.8 (67.6)                      | 15.3 (59.5)                      | 10.5 (50.9)                      | 5.0 (41.0)                       | 0.8 (33.4)                       | 10.0 (50.0)                      |
| متوسط درجة الحرارة الصغرى °م (°ف)                      | −4.3 (24.3)                      | −3.6 (25.5)                      | −0.1 (31.8)                      | 4.1 (39.4)                       | 8.5 (47.3)                       | 11.6 (52.9)                      | 13.0 (55.4)                      | 12.9 (55.2)                      | 9.4 (48.9)                       | 5.4 (41.7)                       | 1.0 (33.8)                       | −2.6 (27.3)                      | 4.6 (40.3)                       |
| أدنى درجة حرارة °م (°ف)                                | −29.3 (−20.7)                    | −23.5 (−10.3)                    | −16.8 (1.8)                      | −8.2 (17.2)                      | −2.3 (27.9)                      | 1.5 (34.7)                       | 3.9 (39.0)                       | 2.4 (36.3)                       | −3.5 (25.7)                      | −7.9 (17.8)                      | −17.0 (1.4)                      | −18.0 (−0.4)                     | −29.3 (−20.7)                    |
| الهطول مم (إنش)                                        | 39.5 (1.56)                      | 38.1 (1.50)                      | 40.2 (1.58)                      | 54.3 (2.14)                      | 67.2 (2.65)                      | 70.0 (2.76)                      | 61.1 (2.41)                      | 52.5 (2.07)                      | 51.8 (2.04)                      | 50.2 (1.98)                      | 52.8 (2.08)                      | 46.9 (1.85)                      | 624.7 (24.59)                    |
| متوسط أيام هطول الأمطار (≥ 0.1 mm)                     | 12                               | 12                               | 12                               | 14                               | 13                               | 12                               | 9                                | 8                                | 9                                | 9                                | 11                               | 13                               | 135                              |
| متوسط الأيام المثلجة                                   | 9                                | 9                                | 7                                | 1                                | 0                                | 0                                | 0                                | 0                                | 0                                | 0                                | 4                                | 8                                | 39                               |
| متوسط الرطوبة النسبية (%)                              | 81                               | 77                               | 70                               | 67                               | 69                               | 70                               | 66                               | 66                               | 71                               | 75                               | 79                               | 82                               | 73                               |
| ساعات سطوع الشمس الشهرية                               | 81.4                             | 99.1                             | 148.1                            | 166.5                            | 221.1                            | 258.3                            | 299.3                            | 280.9                            | 212.1                            | 157.9                            | 94.8                             | 65.0                             | 2٬084٫5                          |
| المصدر: Republic Hydrometeorological Service of Serbia |                                  |                                  |                                  |                                  |                                  |                                  |                                  |                                  |                                  |                                  |                                  |                                  |                                  |

## معرض صور

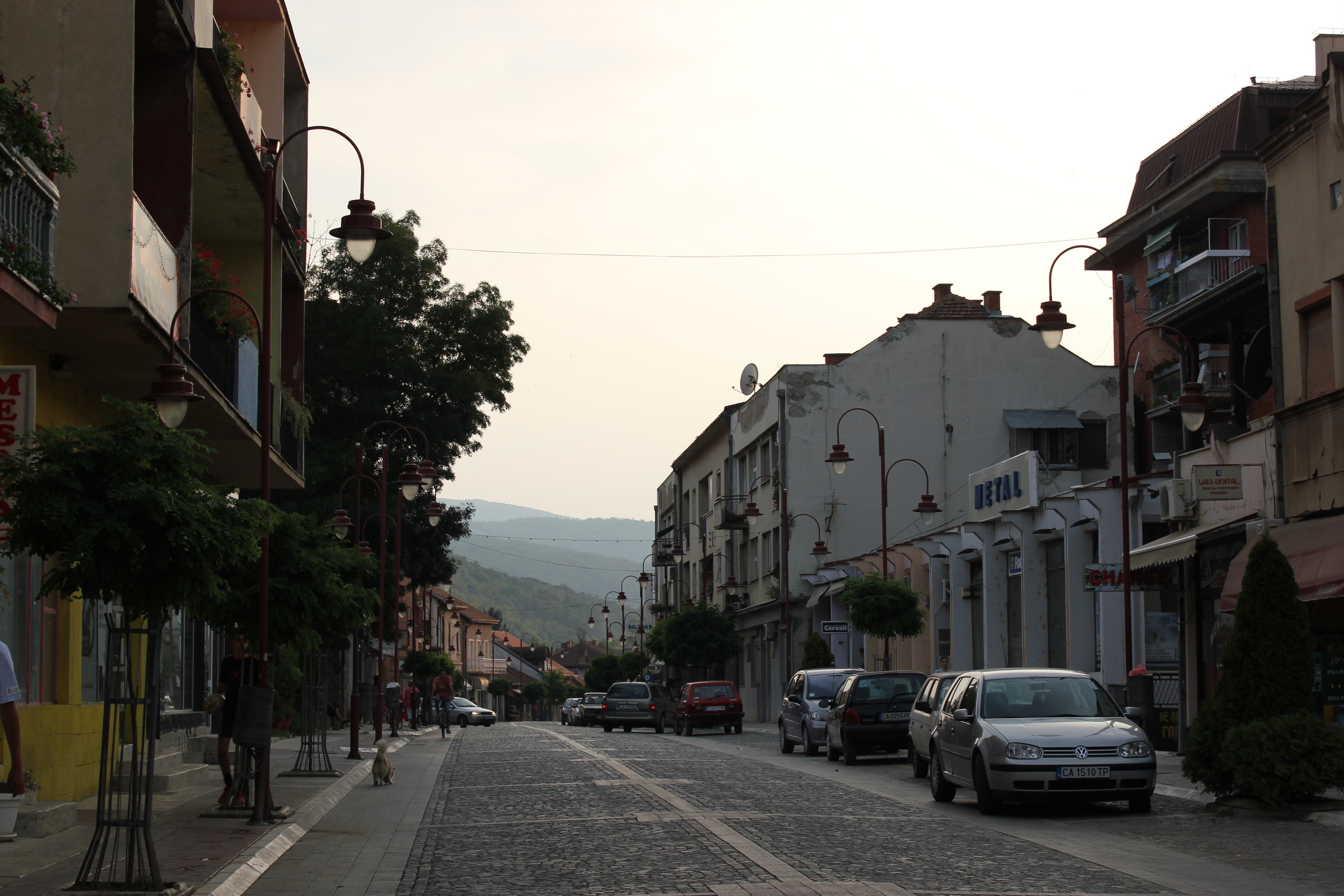
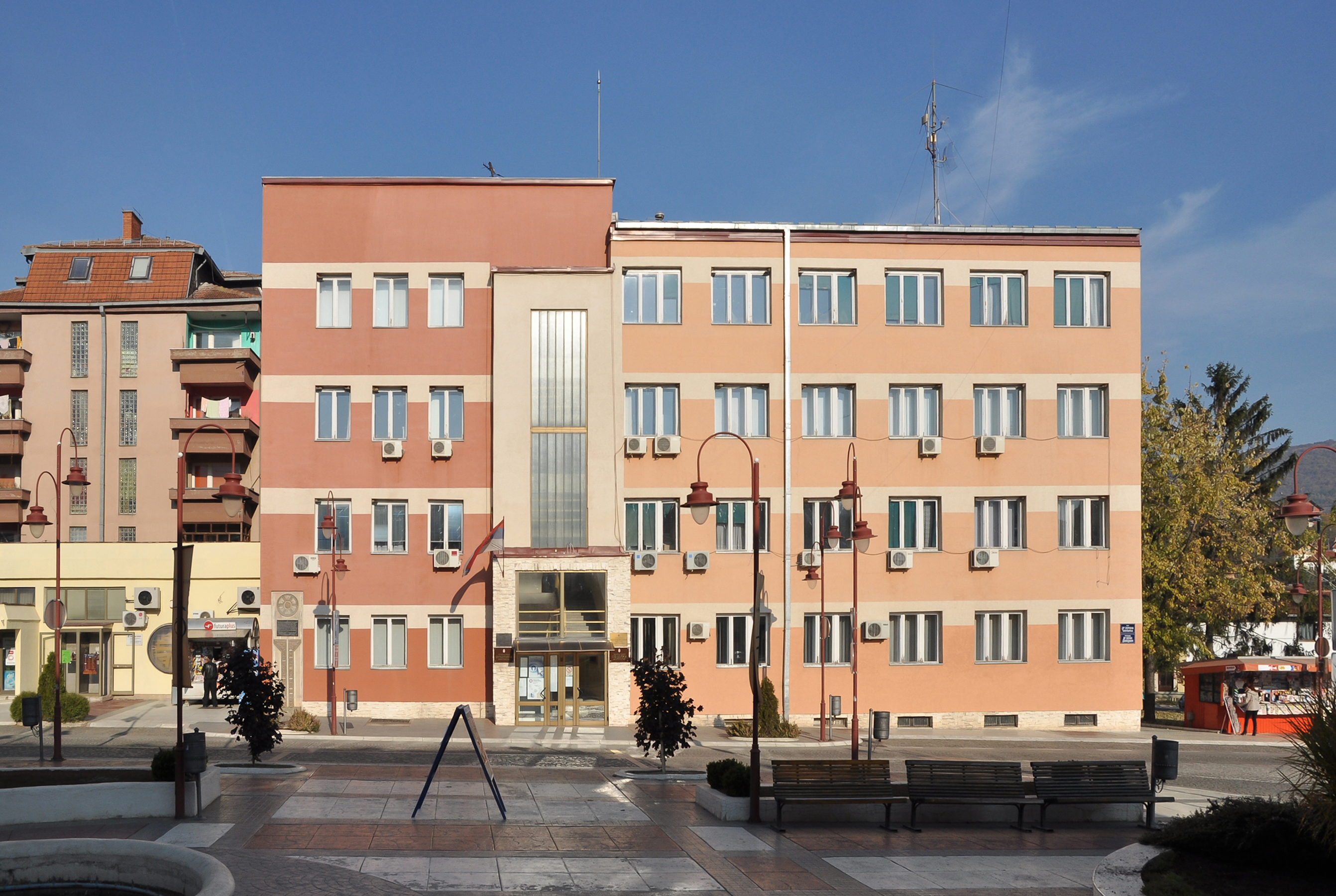
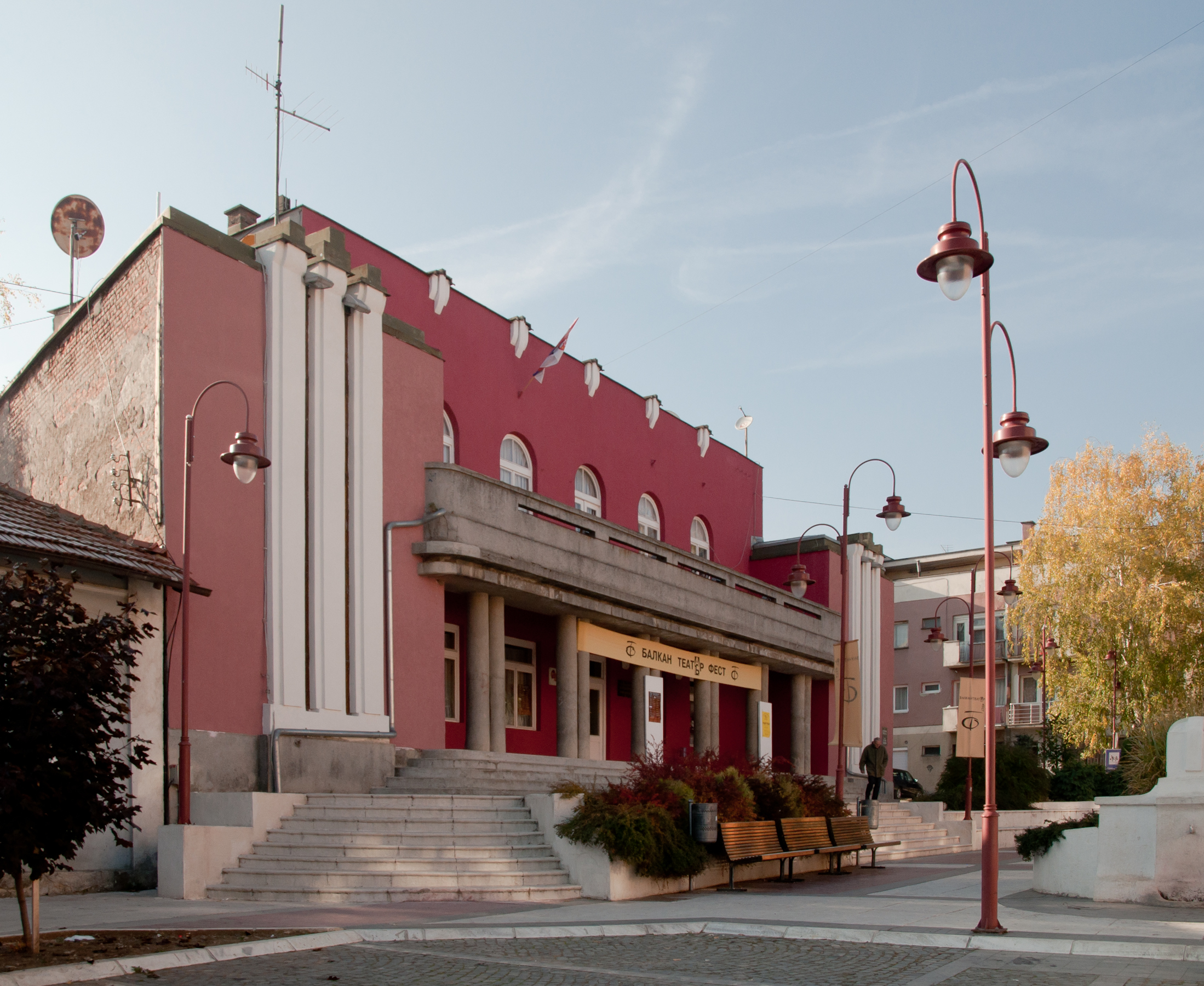